# Newington (Virginie)
Pour les articles homonymes, voir Newington.
Newington est une census-designated place située dans le comté de Fairfax, dans l’État de Virginie, aux États-Unis. Lors du recensement de 2020, elle comptait 13 223 habitants.